# 杜巴涅維奇
49°41′47″N 23°30′28″E / 49.69639°N 23.50778°E
杜巴涅維奇（烏克蘭語：Дубаневичі），是烏克蘭的村落，隸屬利沃夫州利維夫區，始建於1187年，面積11.75平方公里，海拔高度277米，人口1,277，人口密度每平方公里108.68人。